# Plopper
Plopper (også kaldt Spider-Pig og Harry Plopper) er en ny figur (en gris) i The Simpsons, der optræder i The Simpsons Movie som kælegris for Homer. Undervejs i filmen forsvinder Plopper, da familien Simpsons hus bliver ødelagt. Plopper kendes blandt andet fra "Spider-Pig sangen", som Homer synger.
Plopper kendes ikke fra tv-serien bortset fra et afsnit i sæson 19, hvor den dukker op i introen sammen med nogle af de andre nye figurer fra filmen. 